# (1716) Peter
(1716) Peter est un astéroïde de la ceinture principale découvert le 4 avril 1934 par l'astronome allemand Karl Wilhelm Reinmuth. Le lieu de découverte est Heidelberg (024). Sa désignation provisoire était 1934 GF.